# Halide Edib Adıvar
Halide Edib Adıvar (på osmansk turkiska: خالده اديب اديوار ) [hɑːliˈdɛ ɛˈdip ɑdɯˈvɑr], född 1884 i Istanbul, död 9 januari 1964 i Istanbul, var en turkisk författare.

## Biografi
Edib Adıvar blev, trots sina turkiska föräldrar, sin uppfostran vid den amerikanska missionens skola i Skutari. Hon blev filosofie doktor 1901. Edib Adıvars diktning utmärker sig för en förfinad smakriktning, med drag av den lekande turkiska vardagsprosans form. Hon var även en oförskräckt agitator i tal och skrift för de nyturkiska nationella idéerna. Hon dömdes 1920 till döden, men lyckades fly till Anatolien, där hon förenade sig med Mustafa Kemal Atatürks stab. Hon deltog därefter som "korporal Halidé" i befrielsekriget 1920–1922. Både före och efter revolutionen intog Edib Adıvar en ledande ställning i det turkiska undervisningsväsendets reformering.
Efter en tvist med Atatürk och anklagelser från oavhängighetsdomstolen mot hennes man, lämnade hon Turkiet 1926 och bodde i London till 1939.

## Utmärkelser
Nedslagskratern Adivar på planeten Venus är uppkallad efter henne.